# Condado de Winston (Mississippi)
O Condado de Winston é um dos 82 condados do estado norte-americano do Mississippi. A sede de condado é Louisville que é também a sua maior cidade.
O condado tem uma área de 1580 km² (dos quais 8 km² estão cobertos por água), uma população de 20 160 habitantes, e uma densidade populacional de 13 hab/km² (segundo o censo nacional de 2000). O condado foi fundado em 1833 e recebeu o seu nome em homenagem ao militar Louis Winston.